# Rafael Mateo Alcalá
Rafael Mateo Alcalá (Alcañiz, 1959) es un industrial español, considerado uno de los mayores expertos y líderes de opinión acerca de las energías renovables. Actualmente ocupa el cargo de CEO en ACCIONA Energía.

## Biografía
Estudió Ingeniería Industrial en la Escuela Técnica Superior de Ingenieros Industriales de la Universidad de Zaragoza, donde terminó con premio extraordinario final de carrera en el año 1982. En 1987 realizó un Programa de Dirección General en IESE Business School. Para completar su formación, en el año 1995 hizo un Programa de Dirección de Empresas en INSEAD.
Comenzó su andadura profesional en Endesa, donde estuvo entre los años 1982 y 2009. En primer lugar, estuvo destinado a la Central Térmica de Teruel, donde ostentó los cargos de Director, Director Adjunto, Jefe de Explotación y Jefe de Mantenimiento. En 1997 se convirtió en Director de Producción Térmica, cargo en el que se mantuvo hasta 1999, cuando fue destinado a Chile.
En Chile pasó los siguientes 10 años de su vida. Entre 1999 y 2004 fue Gerente de Producción y Transmisión. En 2005 pasó a ocupar la Gerencia General de Endesa Chile y se convirtió en el director general de Generación Endesa Latinoamérica, cargos que ostentó hasta 2009, gestionando los servicios en países como Chile, Colombia, Perú, Brasil o Argentina.
Fue en 2010 cuando se incorporó a ACCIONA como director general de ACCIONA Energía y en abril de 2013 se convirtió en CEO de ACCIONA Energía.